# Новозыбковская волость
Новозы́бковская волость — административно-территориальная единица в составе Новозыбковского уезда, существовавшая в 1923—1929 годах.
Центр — город Новозыбков.

## История
Волость была образована путём слияния Старобобовичской, Людковской, и частей Белоколодезской и Великотопальской волостей.
В 1929 году, с введением районного деления, волость была упразднена, а на её территориальной основе был сформирован Новозыбковский район Клинцовского округа Западной области (ныне в составе Брянской области).

## Административное деление
По состоянию на 1 января 1928 года, Новозыбковская волость включала в себя следующие сельсоветы: Белоколодезский, Великотопальский, Внуковичский, Гастёнский, Гулёвский, Данченкослободский, Деменский, Дубровский, Журавский, Замышевский, Каташинский, Крутоберезский, Людковский, Малокривецкий, Малотопальский, Манюковский, Новобобовичский, Новоместовский, Перевозский, Рыловичский, Святский, Синеколодезский, Скоробогатовский, Старобобовичский, Старовышковский, Старокривецкий, Тростаньский, Шеломовский.